# 内多正雄
内多 正雄（うちだ まさお、嘉永6年10月18日〈1853年11月18日〉 - 1916年〈大正5年〉8月9日）は、明治から大正にかけて三重県津市を拠点に活動した日本の弁護士・政治家・実業家である。明治初頭から弁護士（旧称：代言人）として活動しつつ政界にも進出し、津市会議長や津市長（第4代）などを歴任。実業界では津電灯初代社長を務めた。

## 経歴
嘉永6年10月18日（新暦：1853年11月18日）、富屋芳斎の六男として生まれる。明治元年9月（1868年）に内多家に養子として入り同年11月養兄・小膳の跡を相続した。実家の富屋家は津藩士、養家の内多家は久居藩士の家である。廃藩後は津の新魚町（現・東丸之内）へと移住し代言人となる（1876年11月免許）。1893年（明治26年）5月、津地方裁判所の弁護士名簿に登録し代言人改め弁護士となっている。
1884年（明治17年）、津の橋内戸長設置区域内各町に関する決議機関である橋内区域連合会議員、および安濃郡各町村に関する決議機関の安濃郡町村連合会議員に選ばれる。次いで1889年（明治22年）4月、市制施行に伴う最初の津市会議員選挙に当選して市会議員となった。市会議員にはその後1895年（明治28年）・1901年（明治34年）・1907年（明治40年）の改選でそれぞれ再選される。この間、1889年から1900年（明治33年）3月にかけて市参事会の構成員たる名誉職参事会員を、1890年（明治23年）2月から1907年11月にかけて市会議長（第2代）をそれぞれ務めている。
津市会議員在職中の1898年（明治31年）5月、津市選挙区から三重県会議員に当選した。翌1899年（明治32年）10月の選挙でも再選を果たすが、三重県知事は内多が津市会議長在職中であるため当選資格を欠くと判断して当選無効の裁定を下す。これに対し内多は知事裁定を不当として行政裁判所へと告訴したが、1900年（明治33年）2月に知事裁定を支持する判決が下った。
実業界でも活動した。その一つ電気事業では1896年5月津電灯が発足すると川喜田四郎兵衛らと取締役となり、初代社長に選ばれた。また1900年3月、阿漕焼の輸出を目指して津に阿漕焼陶器株式会社が設立されると社長となったが、経営難で間もなく解散した。
1907年11月、内多は20日付で国の裁可があり津市長（第4代）に就任した。他方で、同月弁護士登録を取り消し、津電灯取締役も辞任している。
1916年（大正8年）8月9日、病気のため津市長在任のまま死去した。62歳没。市長在職期間は8年11か月であった。